# Khe Lim
Khe Lim là một khe suối nằm ở địa phận xã Đại Hồng, huyện Đại Lộc, tỉnh Quảng Nam. Nơi đây được xem là một trong những điểm du lịch hấp dẫn của huyện Đại Lộc vì vẻ đẹp hoang sơ và quyến rũ.

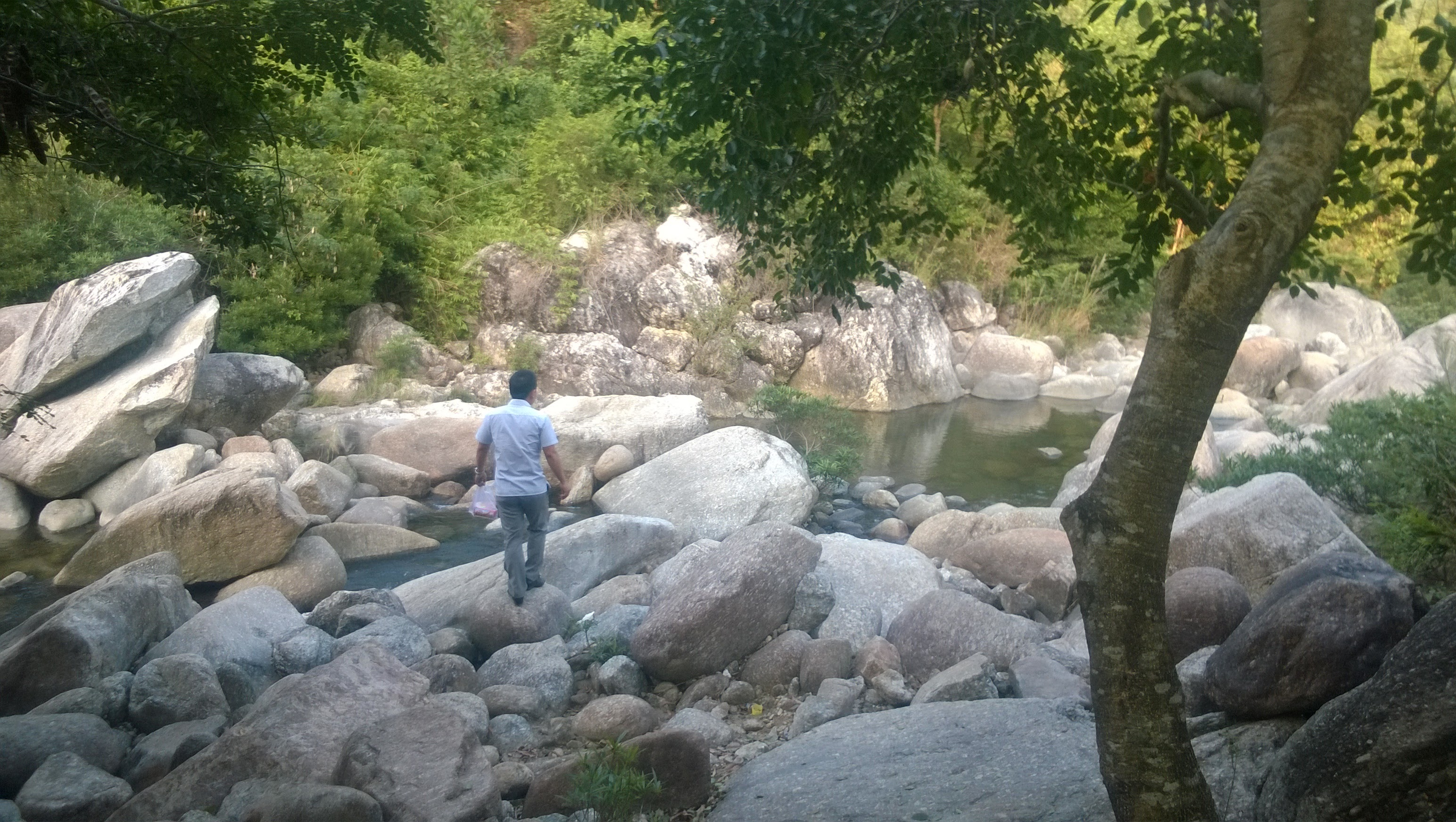

## Khái quát
Khe Lim nằm cách thị trấn Ái Nghĩa khoảng 20 km về phía tây nam. Tương truyền, Khe Lim bắt nguồn từ khe chảy qua nhiều địa phận có nhiều cây lim (gỗ lim), do đó mà có tên gọi này.
Theo dân gian thì vùng Lộc Vĩnh (tên cũ của xã Đại Hồng) có nhiều khe, suối, với nhiều tên gọi khác nhau, có thể theo nhiều địa danh hoặc do truyền thuyết mà khe, suối chảy qua như: khe Hoa -có nhiều hoa; khe Dâu - có nhiều dâu, nguồn Cha (giống đực) nguồn Mẹ (giống cái), hai cụm từ này ghép thành dòng chảy của một con sông. Và tên gọi KHE LIM bắt nguồn từ khe chảy qua nhiều địa phận có nhiều cây lim (gỗ lim) hoặc bắt nguồn từ một dòng chảy lớn.
Khe Lim được bắt nguồn từ núi Am Thông, nằm trên đỉnh HIO-HIU có độ cao 882m so với mặt biển, có dòng nước cao ngất đổ xuống tạo thành nhiều tầng, bậc, chảy qua địa phận của hai thôn: thôn 8 và thôn Đông Phước gặp sông Cái, sông Vàng, từ đây hoà cùng sông Vu Gia xuôi về cửa Đại.

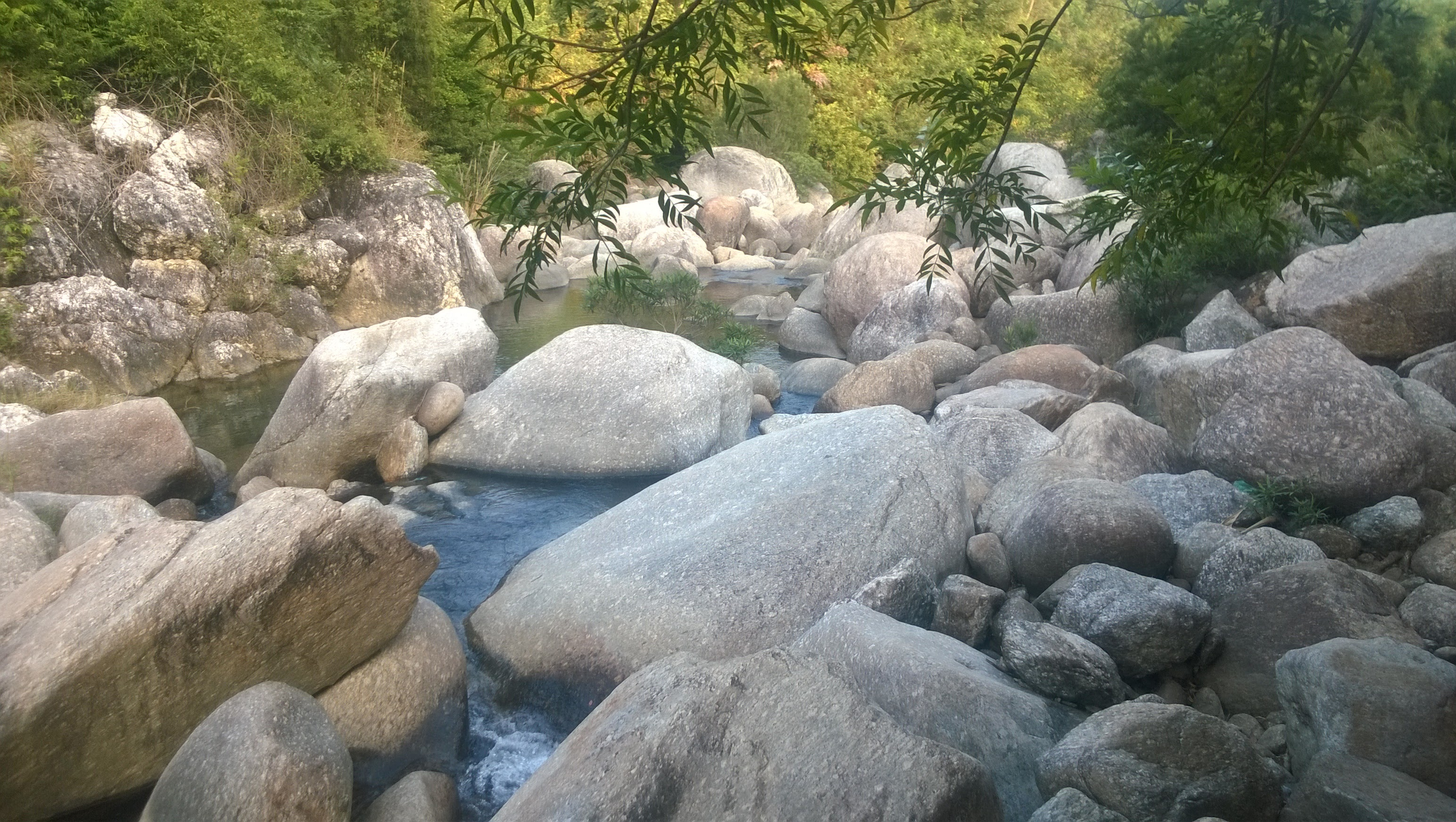

Khe Lim đẹp không chỉ riêng ngọn nước từ trên cao đổ xuống mà cả toàn cảnh của nó nữa. Hai bên bờ suối là những cánh rừng nguyên sinh yên ả, thảm động thực vật phong phú bao la xanh thẳm, quanh năm có nhiều hoa, lan rừng toả ngát mùi hương, cùng dãy HIO- HIU sừng sững ở phía Nam, tạo nên một vẻ đẹp thơ mộng hữu tình.
Khe Lim, vào những ngày lễ, ngày nghỉ cuối tuần hay mùa Xuân thường được nhiều du khách đến ngoạn cảnh. Đây có thể xem là một điểm du lịch lý tưởng cho một vùng trung du lý tuởng của Đại Lộc và Quảng Nam.